# Вітторія Пуччіні
Вітторія Пуччіні (італ. Vittoria Puccini, нар. 18 листопада 1981, Флоренція, Тоскана, Італія) — італійська акторка.

## Життєпис
Вітторія Пуччіні народилася 18 листопада 1981 у Флоренції (Тоскана, Італія). 
Її батько — юрист, професор публічного права в Університеті Флоренції, мати — вчителька початкових класів. 
У Вітторії є молодший брат — Даріо Пуччіні (1983). З успіхом закінчивши школу і ставши студенткою, Вітторія, була впевнена, що піде по стопах батька. 
Акторка знімається в кіно з 2000 року і в даний час вона зіграла в 18-ти фільмах і телесеріалах. Найбільш відома за роллю Елізи з телесеріалу «Еліза ді Рівомброза» (2003), де вона познайомилася зі своїм майбутнім хлопцем — актором Алессандро Преціозі. 
За роль в цьому серіалі Вітторія отримала премію «Telegatti» в номінації «Найкраща жіноча роль» (2004). 
У 2003—2010 року Вітторія перебувала у фактичному шлюбі з актором Алессандро Преціозі. У цих відносинах Пуччіні народила свого первістка — дочку Єлену Преціозі (16.05.2006).

## Фільмографія
- Tutto l'amore che c'è (2000)
- Paz! (2002)
- Еліза / Elisa di Rivombrosa (2003)
- Operazione Appia Antica (2003)
- Ma quando arrivano le ragazze? (2005)
- Colpo d'occhio (2008)
- Baciami ancora (2010)
- La vita facile (2011)
- Acciaio (2012)
- Чудова присутність (2012)
- Tutta colpa di Freud (2014)
- 2017 : Місце / The Place — Адзурра

## Джерело
- Сторінка в інтернеті [Архівовано 14 січня 2015 у Wayback Machine.]